# Il paese dell'acqua
Il paese dell'acqua (Waterland) è un romanzo di Graham Swift pubblicato nel 1983. Il libro è stato finalista al Booker Prize.
Il titolo del romanzo si riferisce al fatto che è ambientato in The Fens, un'area paludosa in East Anglia. Uno dei temi del romanzo è l'importanza della storia come fonte primaria del significato in una narrazione, e per tale motivo viene associato alla corrente del New Historicism. 
La trama del romanzo ruota attorno a storie e temi vagamente intrecciati, tra cui la gelosia del fratello del narratore per la sua compagna, un conseguente omicidio, l'aborto da parte della ragazza, la sua successiva incapacità ad aver figli, che porta alla depressione e al rapimento di un bambino.

## Adattamenti
Nel 1992, il romanzo è stato adattato nel film Waterland - Memorie d'amore, diretto da Stephen Gyllenhaal e interpretato da Jeremy Irons, Ethan Hawke, Sinéad Cusack e John Heard.

## Edizioni
- Graham Swift, Il paese dell'acqua, Garzanti, 1986,  p. 337.